# Mr. Osato
Mr. Osato é uma personagem fictícia do filme Com 007 Só Se Vive Duas Vezes, de 1967, da franquia cinematográfica de James Bond. Ele é interpretado pelo ator japonês Teru Shimada.

## Características
Osato é um integrante da SPECTRE, a organização terrorista internacional chefiada pelo arquiinimigo de Bond, Ernst Stavro Blofeld. Sua outra identidade é do respeitável mas rude homem de negócios, presidente da Osato Química e Engenharia, uma grande empresa japonesa.

## No filme
Seguindo a pista dos assassinos de seu contato em Tóquio, Henderson, Bond vai até a empresa de Osato onde descobre coisas interessantes num cofre, passando-se por um empresário estrangeiro querendo fazer negócios, e o conhece e a Helga Brandt, sua assistente e também integrante da SPECTRE. Desconfiado das intenções de Bond, Osato ordena a seus homens que ele seja eliminado, mas os capangas falham, graças a ajuda de Aki, agente do serviço secreto japonês e aliada do espião.
Numa emboscada posterior nas docas do porto, Bond é aprisionado pelos homens de Osato e entregue à Helga Brandt para ser morto, mas ele a seduz e depois escapa de mais uma tentativa de assassinato num avião. Chamados à presença de Blofeld para responder pelas falhas em matar o espião, Osato vê aterrorizado Brandt ser devorada pelas piranhas de um viveiro particular de Blofeld, como punição por seus erros, e recebe dele uma última ordem para matar Bond sem falhar desta vez.
Osato então planeja duas vezes a morte de 007 usando assassinos ninjas, que usam facas e veneno enquanto ele dorme, mas o espião consegue escapar novamente. Bond é finalmente capturado e levado à presença de Blofeld junto com Osato. Blofeld então aponta sua arma para o espião e diz: "Este é o preço pelo seu erro". Mas em vez de atirar em Bond, atira e mata Mr. Osato.